# Dale Hawkins
Delmar Allen "Dale" Hawkins (22 de agosto de 1936-13 de febrero de 2010) fue un cantante, compositor y guitarrista rítmico pionero del rock estadounidense, al que a menudo se le llamó el arquitecto del swamp rock boogie. Ronnie Hawkins es su primo.

## Biografía
Comenzó a grabar en 1956. En 1957, Hawkins tocaba en clubes de Shreveport, Luisiana, y aunque su música estaba influenciada por el nuevo estilo de rock and roll de Elvis Presley y los sonidos de guitarra de Scotty Moore, Hawkins lo mezcló con el sonido de blues pesado único de los artistas negros de Luisiana para su grabación de su clásico de rock pantanoso, "Susie Q". Su colega de Luisiana y futuro miembro del Salón de la Fama del Rock and Roll, James Burton, aportó el riff y el solo característicos.
La canción fue elegida como una de las 500 canciones que dieron forma al rock and roll del Salón de la Fama del Rock and Roll. El álbum que la acompaña, Oh! Suzy Q, se publicó en 1958. La versión de Creedence Clearwater Revival de la canción en su álbum debut de 1968 ayudó a lanzar su carrera y hoy es probablemente la versión más conocida.
En 1958 Hawkins grabó un sencillo de "My Babe" de Willie Dixon en el estudio de Chess Records en Chicago, con el guitarrista de Telecaster Roy Buchanan. Su carrera fue larga y exitosa. 
Grabó más canciones para Chess hasta principios de la década de 1960. Sin embargo, su carrera no se limitó a grabar o actuar.   
Presentó una fiesta de baile para adolescentes, The Dale Hawkins Show, en la WCAU-TV de Filadelfia. 
Luego se convirtió en productor discográfico y tuvo éxito con "Not Too Long Ago" de The Uniques, "Western Union" de los Five Americans y "Hey! Baby" de Bruce Channel.
En 1998, Ace Records publicó un álbum recopilatorio, Dale Hawkins, Rock 'n' Roll Tornado, que contenía una colección de sus primeros trabajos y material inédito. Otras grabaciones incluyen su álbum de country rock de 1969, L.A., Memphis & Tyler, Texas; y un lanzamiento en 1999, Wildcat Tamer, de grabaciones totalmente nuevas que le valieron a Hawkins una crítica de 4 estrellas en Rolling Stone.
Fue vicepresidente ejecutivo de Abnak Records; vicepresidente de la División Suroeste de Bell Records (aquí produjo a Bruce Channel, Ronnie Self, James Bell, los Festivales, los Dolls y los Gentrys); y director de A&R de la División de Rock de la Costa Oeste de RCA, trabajando con Michael Nesmith y Harry Nilsson.
En los años 90, produjo "Goin Back to Mississippi" del guitarrista de slide de R. L. Burnside, Kenny Brown.
En octubre de 2007, el Salón de la Fama de la Música de Luisiana rindió homenaje a Dale Hawkins por su contribución a la música de Luisiana al incluirlo en el Salón de la Fama de la Música de Luisiana. Al mismo tiempo, lanzó su última grabación, "Back Down to Louisiana", inspirada en un viaje al hogar de su infancia.
Fue reconocido por la revista musical británica Mojo como n.º 10 en la categoría de Americana en su edición de 2007, mientras que L.A., Memphis & Tyler, Texas fue galardonado con el nº 8 en la categoría de reediciones.
Las contribuciones pioneras de Hawkins han sido reconocidas por el Salón de la Fama del Rockabilly.

## Fallecimiento
En 2005 se le diagnosticó un cáncer de colon y empezó a recibir quimioterapia, mientras seguía actuando en Estados Unidos y en el extranjero. 
Hawkins falleció el 13 de febrero de 2010 a causa de un cáncer de colon en Little Rock, Arkansas.

## Discografía

### Álbumes de estudio
- Oh! Suzy-Q (1958)
- LA, Memphis & Tyler, Texas (1969)
- Wildcat Tamer (1999)
- Back Down To Louisiana (2007)

### Álbumes en vivo
- Let's All Twist At The Miami Beach Peppermint Lounge (1962)